# Кудашевка (Тульская область)
Кудашевка — деревня в Тульской области России. С точки зрения административно-территориального устройства входит в Шелепинский сельский округ Алексинского района. В плане местного самоуправления входит в состав муниципального образования город Алексин.

## География
Находится в северо-западной части региона, в пределах северо-восточного склона Среднерусской возвышенности, в подзоне широколиственных лесов, восточнее 2-го микрорайона г. Алексина (бывшая Стрелецкая слобода), с которым соединяется улицей Тульской, переходящей в загородную дорогу.
Абсолютная высота — 208 метров над уровнем моря.

### Климат
Климат на территории деревни, как и во всём районе, характеризуется как умеренно континентальный, с ярко выраженными сезонами года. Средняя температура воздуха летнего периода — 16 — 20 °C (абсолютный максимум — 38 °С); зимнего периода — −5 — −12 °C (абсолютный минимум — −46 °С).
Снежный покров держится в среднем 130—145 дней в году.
Среднегодовое количество осадков — 650—730 мм..

## История
Деревня существовала в XVI в., однако в начале XVII в. была заброшена, в писцовой книге 1628 г. говорится «…Жеребей пус(тоши), что была деревня Кудашева, а пустошь без жеребья за розными помещики, а в нём пашни перелогом добрые земли десять чети да лесом тритцать чети в поле, а в дву по тому ж; сена десять копен.…». В писцовых книгах 1685 г. также упоминается «пустошь Кудашева».
Примерно в конце XVII-начале XVIII в. деревня возникает вновь и упоминается в 1-й ревизии 1718 г. и в более поздних как Кудашево или Кудашева, а в 10-й ревизии 1858 г. — как Кудашевка. Название Кудашевка также периодически встречается в метриках.
В конце 18 в. жители Кудашевки принадлежали надворному советнику Иосифу Фёдоровичу Шатилову (в начале 19 в. его сыну), могли жениться (в частности) на выходцах из с. Картавцево (того же помещика).
По состоянию на 1913 г. относилась к Стрелецкой волости Алексинского уезда. Была приписана к церковному приходу погоста Серебрянь.

## Население
| 2010 |
| ---- |
| 32   |

### Национальный и гендерный состав
Согласно результатам переписи 2002 года, в национальной структуре населения русские составляли 100 % из 32 чел.. Проживали по 18 мужчин и 14 женщин.

## Инфраструктура
Основа экономики — сельское хозяйство .

## Транспорт
Просёлочные дороги.